# Trappist-1d
1. WEITERLEITUNG Trappist-1 d